# Herrenstraße 16 (Memmingen)

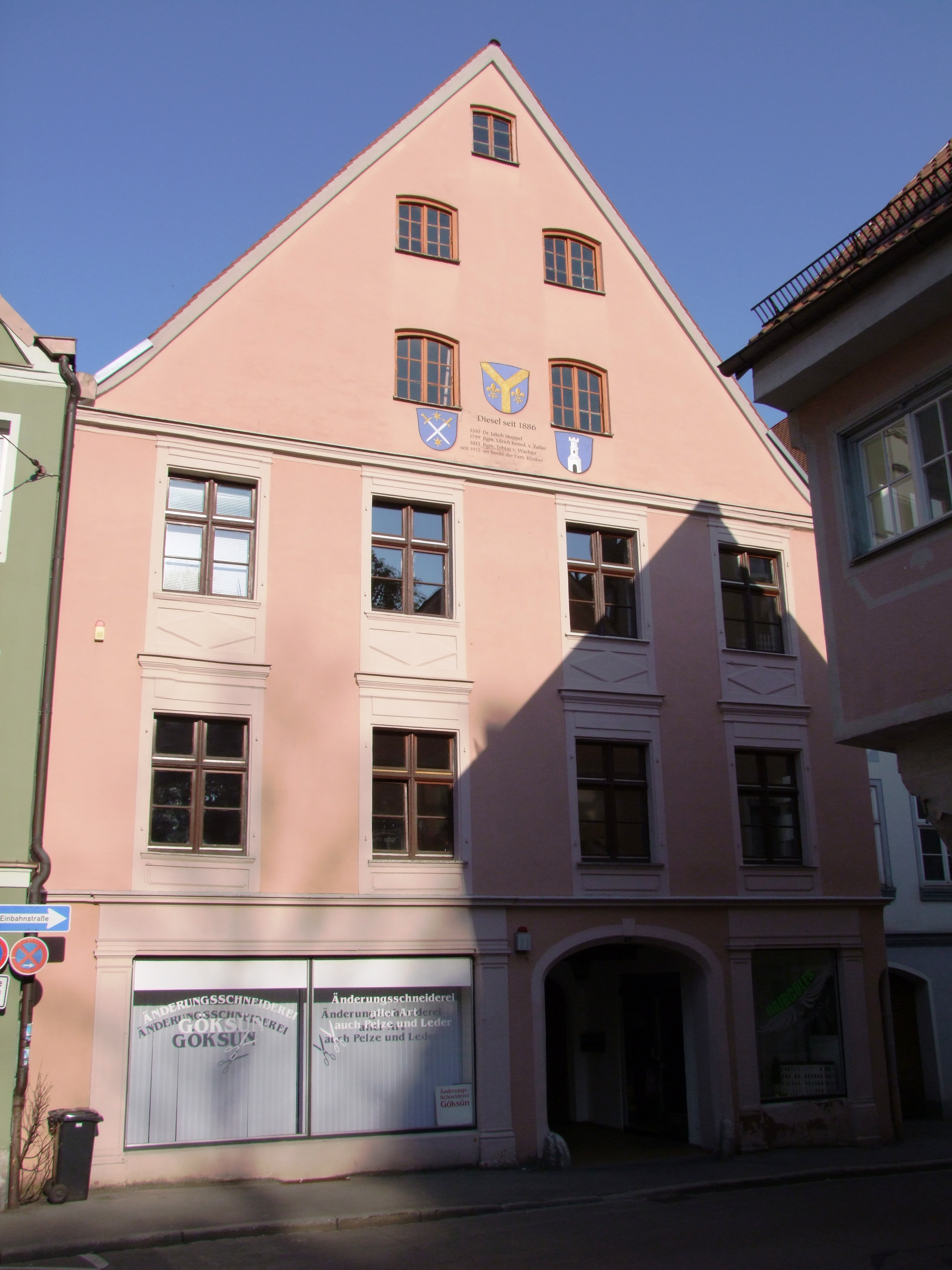
Herrenstraße 16

Das Haus mit der Anschrift Herrenstraße 16, auch Dieselhaus genannt, ist ein dreigeschossiges Giebelhaus und steht unter Denkmalschutz. Es befindet sich im oberschwäbischen Memmingen.
Das Haus besitzt fünf Achsen und wurde im 16. und 17. Jahrhundert erbaut. Das Portal ist korbbogig. Die Eichenholztürflügel mit schlichter Felderung und Lorbeergirlanden stammen aus dem Ende des 18. Jahrhunderts. Im Treppenhaus sind die Eichenholzgeländer mit gotisierenden überschnittenen Rundbogen geschmückt. An vier Pfosten befinden sich kleine Trachtenfiguren aus dem Ende des 18. Jahrhunderts.
Das zweite Obergeschoss hat Parkettfußböden mit Kreuzmuster. Das erste Obergeschoss des Rückgebäudes besitzt zwei Pfeiler mit Kämpfergesims.
Das Haus gehörte 1510 Jakob Stoppel, einem Stadtchronisten. 1799 gehörte es dem Bürgermeister Jakob Benedikt von Zoller, 1813 dem Bürgermeister Tobias von Wachter. Dem Großvater von Rudolf Diesel, Johann Christoph Diesel, gehörte das Haus 1886. Von 1972 bis 2022 war es im Besitz der Familie Kloiber. Seit 2022 ist Roland Niedermeier der neue Eigentümer.